# NGC 489
NGC 489 có lẽ là một thiên hà xoắn ốc cạnh nằm cách Trái Đất khoảng 97 triệu năm Ánh sáng trong chòm sao Song Ngư. Vận tốc tính toán của NGC 489 là 2507   km / s.  NGC 489 được phát hiện bởi nhà thiên văn học người Đức Heinrich Louis d'Arrest vào ngày 22 tháng 12 năm 1862.

## Thành viên nhóm
NGC 489 là thành viên của một nhóm các thiên hà được gọi là nhóm NGC 524.